# جيجليولا سينكويتي
جيجليولا سينكويتي من مواليد 20 ديسمبر 1947.  وهي مغنية ومقدمة برامج تلفزيونية إيطالية.

## السيرة الشخصية
ولدت في فيرونا. في سن ال 16 فازت بمهرجان سانريمو الموسيقي عام 1964 غنت («أنا لست عجوزًا بما فيه الكفاية»)، مع موسيقى من تأليف نيكولا ساليرنو وكلمات ماريو بانزيري. مكّنها فوزها من تمثيل إيطاليا في مسابقة الأغنية الأوروبية عام 1964 في كوبنهاغن بنفس الأغنية، حيث حققت أول فوز لبلدها في هذا الحدث. أصبحت أصغر فائزة في المسابقة حتى الآن، بعمر 16 عامًا و 92 يومًا. منذ ذلك الحين انتصرت فنانة واحدة أصغر سنا ؛ ساندرا كيم عام 1986. 

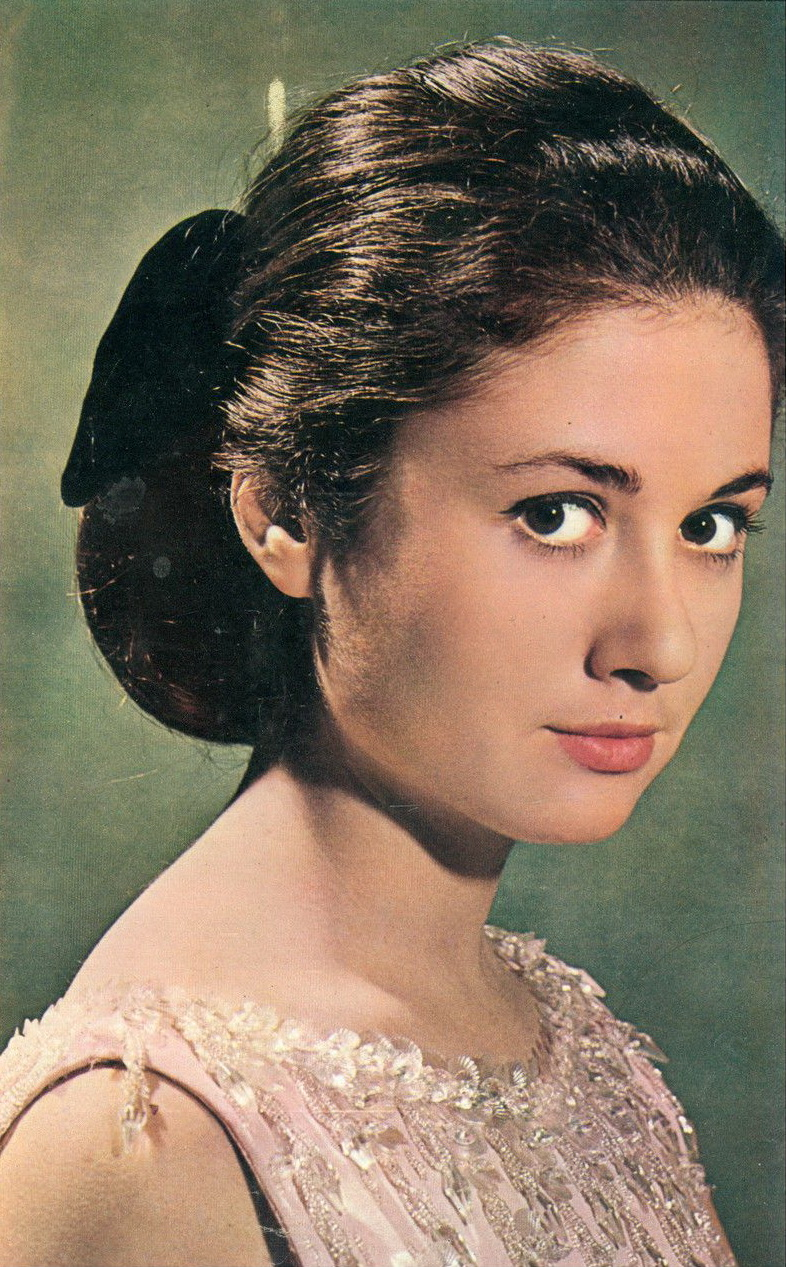

حققت الأغنية نجاحًا عالميًا، حتى أنها قضت 17 أسبوعًا في تصنيف المملكة المتحدة للأغاني المنفردة. وأنهت العام بأغنيتها رقم 88 الأكثر مبيعًا في المملكة المتحدة في عام 1964،  وهو أمر غير معتاد للغاية بالنسبة لمواد اللغة الإيطالية. بيع منه أكثر من ثلاثة ملايين نسخة، وحصلت الأغنية على قرص بلاتيني في أغسطس 1964. 